# Septet (Beethoven)
El Septet per a corda i vent en mi bemoll major, opus 20, de Ludwig van Beethoven, és un septet per a violí, viola, violoncel, contrabaix, clarinet, trompa i fagot. Va ser compost entre 1799 i 1800 i va ser publicat el 1802 amb una dedicatòria a l'emperadriu Maria Teresa d'Àustria.
Contemporani de la Primera Simfonia, el Septet va tenir un èxit considerable i va rebre els elogis de la crítica. Obra de la finals del primer període creador de Beethoven, és d'un estil clàssic però bastant elaborat. Anys després Beethoven va fer comentaris negatius sobre la seva composició.
L'obra té sis moviments:
1. Adagio. Allegro con brio
2. Adagio cantabile
3. Tempo di menuetto
4. Tema con variazioni : Andante
5. Scherzo : Allegro molto e vivace
6. Andante con moto alla marcia. Presto

El mateix Beethoven en va fer una versió per a trio amb violí o clarinet, violoncel i piano, l'opus 38, els anys 1802-03.
El minuet del tercer moviment està basat en la seva Sonata per a piano en sol major opus 49 n. 2, composta abans, el 1796, però publicada més tard amb un número d'opus més elevat. A Espanya es va fer molt popular als anys 80 en adoptar-lo la Radiotelevisió Espanyola, amb una lletra apropiada, com a sintonia de la sèrie divulgativa francesa de dibuixos animats titulada Érase una vez... el hombre.